# Nils Langborn
Nils Eric Langborn, född den 17 maj 1923 i Katrineholm, död den 1 september 1998 i Stockholm, var en svensk ämbetsman.
Langborn, som var civilekonom, blev taxeringsrevisor vid länsstyrelsen i Stockholms län 1957, extra ordinarie byrådirektör vid Riksskattenämnden 1960, extra ordinarie avdelningsdirektör där 1965, revisionsintendent vid länsstyrelsen i Stockholms län 1968,  extra ordinarie biträdande skattedirektör och sektionschef vid Riksskatteverket 1971 samt tillförordnat länsråd och chef för skatteavdelningen vid länsstyrelsen i Uppsala län 1983. Han fick 1987 regeringens förordnande att inneha långtidsvikariat som länsskattechef vid Länsskattemyndigheten i Uppsala län. Langborn blev riddare av Nordstjärneorden 1974. Han vilar i minneslund på Skogskyrkogården i Stockholm.